# قرار مجلس الأمن التابع للأمم المتحدة رقم 2560
قرار مجلس الأمن التابع للأمم المتحدة رقم 2560، المتخذ بالإجماع في 29 ديسمبر 2020. كان هذا آخر قرار لمجلس الأمن في العام.
وشجع القرار الدول الأعضاء على العمل بنشاط أكبر فيما يتعلق بإنفاذ العقوبات على الأفراد والجماعات المرتبطة بالدولة الإسلامية في العراق والشام والقاعدة. وحث مجلس الأمن الدول على التفاعل بشكل أعمق مع اللجنة المخصصة للإشراف على تنفيذ العقوبات ضد هذه الجماعات الإرهابية الموجودة في العراق وسوريا وليبيا والصومال.
بالإضافة إلى ذلك، دفع القرار إلى تقديم قوائم وبيانات إلى اللجنة بشأن الأفراد والجماعات والمؤسسات والكيانات التي يمكن أن تفي بالمعايير التي حددها القرار 2368، من أجل الحفاظ على المواد المتعلقة بسجل عقوبات داعش والقاعدة موثوقة و حتى الآن. كما أوصى بتشكيل فريق لرصد العقوبات ودراسة إجراءات الإعفاء المنصوص عليها في القرار 2368 وصياغة مشورة للجنة حول ما إذا كان تحديث الإعفاءات مطلوبًا.

## روابط خارجية
- نص القرار في undocs.org